# Transferencia iónica
La transferencia iónica es la transferencia de iones de una fase líquida a otra. Esto está relacionado con los catalizadores de transferencia de fase, que son un tipo especial de extracción líquido-líquido que se utiliza en química sintética. 
Por ejemplo, los aniones nitrato se pueden transferir entre agua y nitrobenceno. Una forma de observar esto es usar un experimento de voltamperometría cíclica donde la interfaz líquido-líquido es el electrodo de trabajo. Esto se puede hacer colocando electrodos secundarios en cada fase y cerca de la interfaz cada fase tiene un electrodo de referencia. Una fase está unida a un potenciostato que se establece en cero voltios, mientras que el otro potenciostato se activa con una onda triangular. Este experimento se conoce como un experimento de interfaz polarizada entre dos soluciones de electrolitos inmiscibles (ITIES). 